# Vatruska

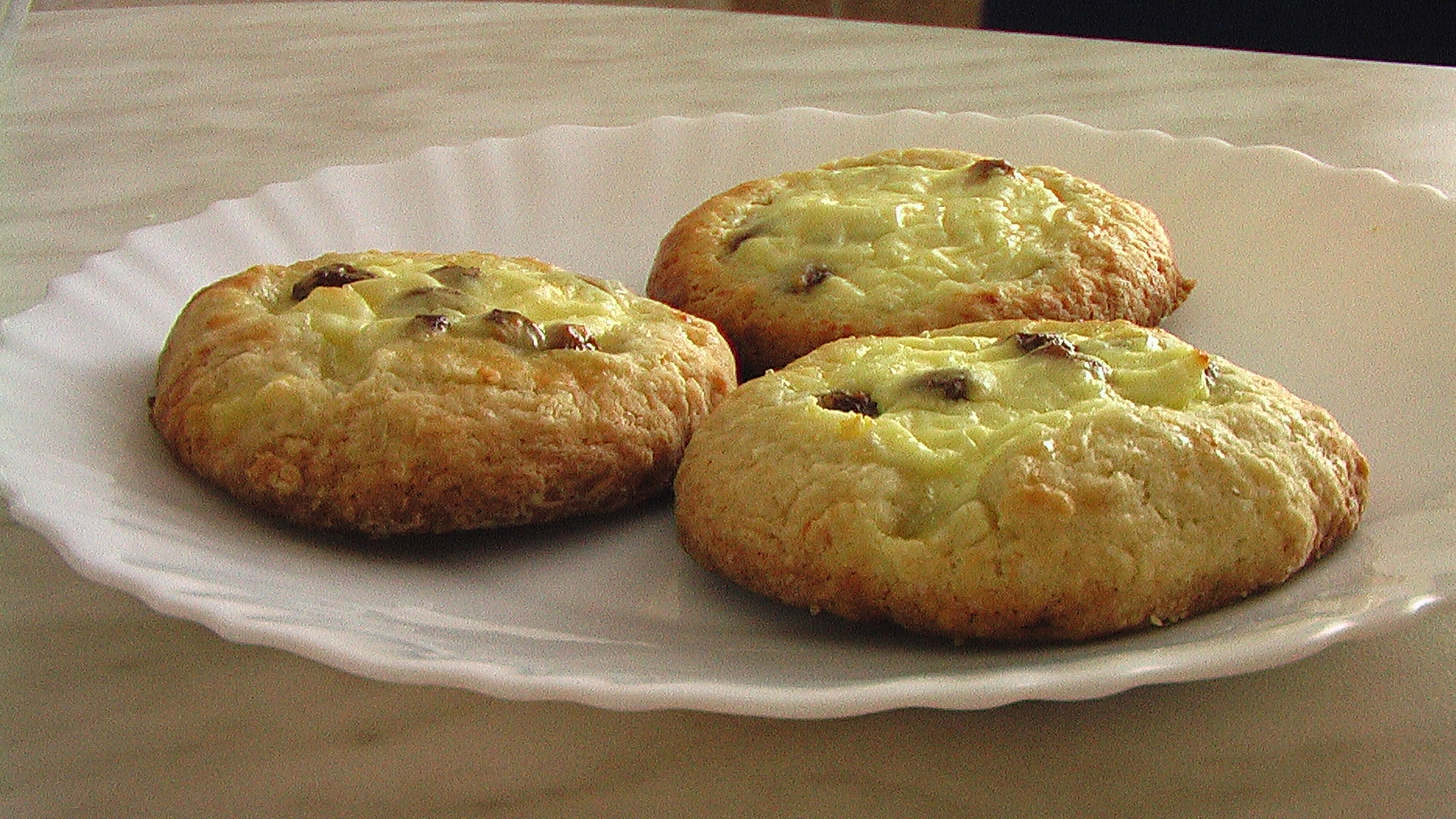
Vatruska

Vatruska (ukrainska:  ватрушка) är ett ukrainskt sötebröd. Det liknar ett Wienerbröd. Den har som regel ett täcke och en fyllning av russin eller fruktbitar. 

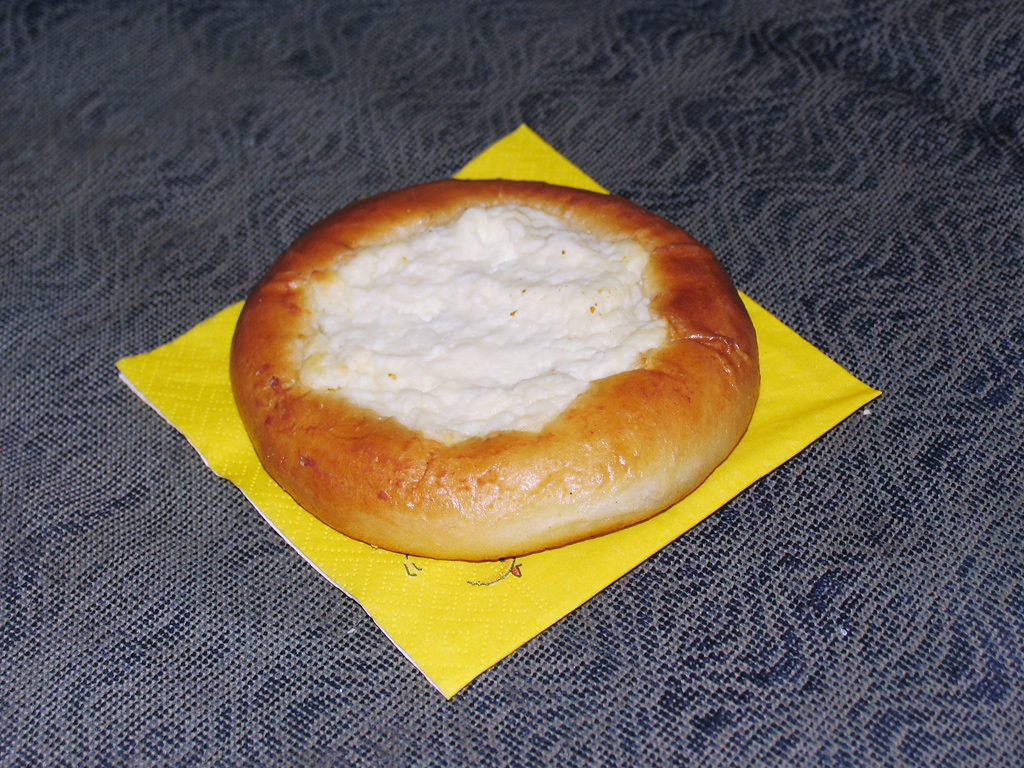
Enkel vatruska

Namnet kommer från ukrainska ordet vatra (ukrainska:  ватра) som betyder eldstad, brasa.